# 瑟兰河畔舍米伊
瑟蘭河畔舍米伊（法語：Chemilly-sur-Serein，法語發音：[ʃəmiji syʁ səʁɛ̃]）是法国勃艮第-弗朗什-孔泰大区约讷省的一个市镇，属于欧塞尔区。

## 地理
瑟兰河畔舍米伊（47°46'17"N, 3°51'43"E）面积13 平方千米，位于法国勃艮第-弗朗什-孔泰大區约讷省，该省份为法国中北部内陆省份，西接卢瓦雷省，西北接塞纳-马恩省，南至涅夫勒省，东临科多尔省，东北与奥布省接壤。
与瑟兰河畔舍米伊接壤的市镇（或旧市镇、城区）包括：贝吕、希谢、艾格勒蒙附近利谢尔、瑟兰河畔普瓦伊、普雷伊、圣西尔莱科隆。

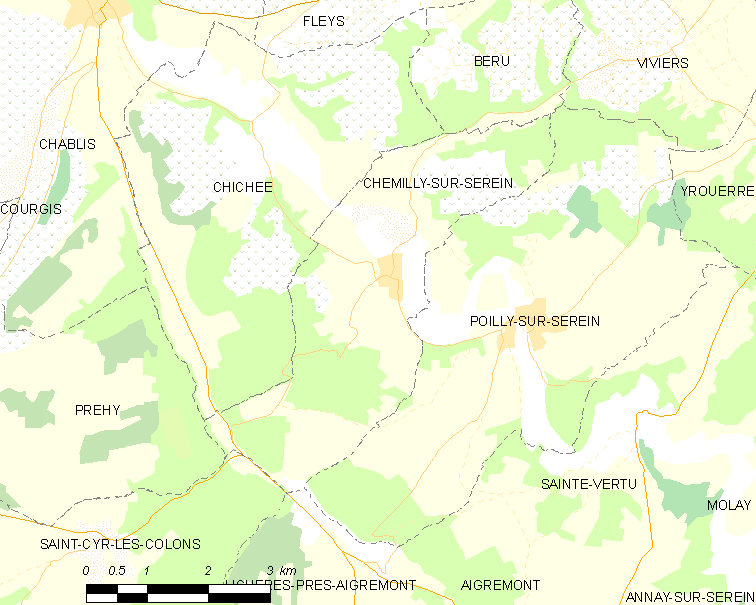
瑟兰河畔舍米伊的OSM定位图

瑟兰河畔舍米伊的时区为UTC+01:00、UTC+02:00（夏令时）。

## 行政
瑟兰河畔舍米伊的邮政编码为89800，INSEE市镇编码为89095。

## 政治
瑟兰河畔舍米伊所属的省级选区为沙布利县。

## 人口

1962-2008年间瑟兰河畔舍米伊人口变化图示

瑟兰河畔舍米伊于2022年1月1日时的人口数量为134人。